# St. Kilian (Hahndorf)

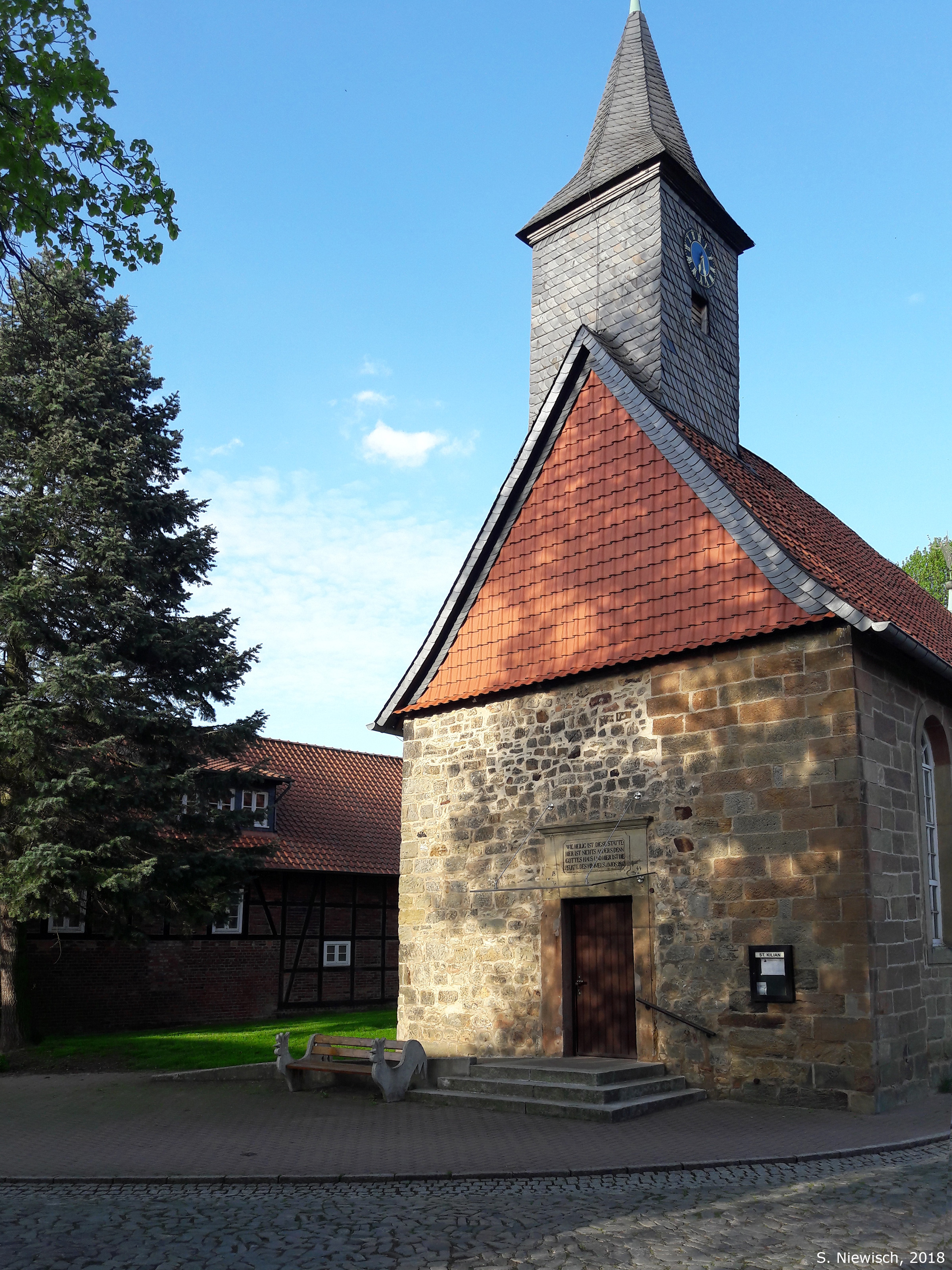
St.-Kilians-Kirche

Die evangelisch-lutherische, denkmalgeschützte St.-Kilians-Kirche steht in Hahndorf, einem Ortsteil von Goslar im Landkreis Goslar in Niedersachsen. Die Kirchengemeinde gehört zum Kirchengemeindeverband Goslar der Propstei Goslar der Evangelisch-Lutherischen Landeskirche in Braunschweig.

## Beschreibung
Die erstmals 1133 erwähnte Saalkirche wurde von Bischof Bernhard I. von Hildesheim geweiht. Sie wurde im Laufe der Jahrhunderte stark verändert. Das rechteckige Kirchenschiff ist mit einem Satteldach bedeckt, aus dem sich im Westen ein quadratischer, schiefergedeckter Dachreiter erhebt, der einen achtseitigen spitzen Helm trägt. Der Altar stammt aus dem 17. Jahrhundert. Die beiden geschnitzten Statuen des Matthäus und des Markus auf dem Gebälk gehörten ursprünglich zu der am Anfang des 18. Jahrhunderts entstandenen Kanzel, auf der nur noch Christus, Lukas und Johannes verblieben sind. 1845 wurde eine neue Orgel vom Orgelbauer Titus Albert Lindrum eingeweiht.